# Korenovke
Korenovke (znanstveno ime Collybia) so rod gliv iz družine kolobarničark (Tricholomataceae).

## Seznam korenovk Slovenije[2]
- rumeneča korenovka (Collybia cirrhata)
- Cookova korenovka (Collybia cookei)
- pusta korenovka (Collybia ingrata)
- rumena korenovka (Collybia macilenta)
- pozna korenovka (Collybia ozes)
- porova korenovka (Collybia porrea)
- gomoljava korenovka (Collybia tuberosa)

Naslednje vrste so bile s pomočjo molekularne filogenetske raziskave razvrščene v rod korenovk (Collybia) iz drugih rodov, a njihova slovenska imena trenutno še niso posodobljena:
- pobeljena livka (Clitocybe dealbata) je po novem Collybia dealbata
- janeževa livka (Clitocybe odora) je po novem Collybia odora
- listna livka (Clitocybe phyllophila) je po novem Collybia phyllophila
- kolobarčasta livka (Clitocybe rivulosa) je po novem Collybia rivulosa
- dišeča kolesnica (Lepista irina) je po novem Collybia irina
- vijoličasta kolesnica (Lepista nuda) je po novem Collybia nuda
- dvobarvna kolesnica (Lepista personata) je po novem Collybia personata
- umazana kolesnica (Lepista sordida) je po novem Collybia sordida